# Ловецька область
Ло́вечська о́бласть (болг. Област Ловеч) — область в Північно-західному регіоні Болгарії. Площа 4 132 км², населення 162 122 чоловік. Адміністративний центр — місто Ловеч.
Область утворена у 1987 році, до 1998 року займала площу 15,2 тисяч км² і включала в основному території колишніх Ловецького, Плевенський, Габровського і Великотирновського округів.